# 呂蒙
呂 蒙（りょ もう）は、中国後漢末期の武将。孫策・孫権に仕えた。字は子明（しめい）。豫州汝南郡富陂県（現在の安徽省阜陽市阜南県）の人。『三国志』呉志に伝がある。

## 生涯

### 部将として出世
姉の夫である鄧当は孫策の部将であり、山越討伐に従事していた。
15歳の時に、賊の討伐に出向いた鄧当の軍にこっそりついて行った。鄧当は呂蒙の存在に気付き叱ったが、呂蒙は家に戻ろうとはしなかった。鄧当は家に帰ると呂蒙の母親にその事を知らせた。呂蒙の母親は激怒したが、呂蒙は貧しさから抜け出すためには、危険を冒して功績を立てねばならないと反論した。呂蒙の母親は呂蒙の心を哀れみ、それ以上何も言わなかった。
ある時、鄧当に仕えていた役人で、年の若い呂蒙を馬鹿にする者がいた。呂蒙は怒ってその役人を斬り殺し、同郷の者を頼って逃亡したが、後に校尉の袁雄を頼って自首した。この事件が孫策の耳に入り、孫策は呂蒙に面会を求め、その非凡さを見抜き、側近に取り立てた。
数年後に鄧当が死去すると、張昭の推薦で、呂蒙が鄧当の任務を引き継ぎ、別部司馬に任じられてその軍の指揮を執る事になった。
建安5年（200年）、孫策が死去し、その弟である孫権が跡を継いだ。まもなく、孫権は軍団の統廃合を考えるようになった。呂蒙は付け届けをして、自分の兵士に赤い服装を身に付けさせ、閲兵式に臨んだ。孫権は呂蒙の軍団の見事さと、よく訓練がされている事に喜び、呂蒙の軍団の兵士を増やしてやったという。
丹陽討伐では至る所で功績を挙げ、平北都尉となり、広徳県令に就任した。
黄祖との戦いでは先鋒を務め、敵の水軍都督陳就を自ら討ち取り勝利した。この戦いで、城を棄てて逃走を図った黄祖を捕虜にする事ができたが、孫権は呂蒙が陳就を討った功績のお蔭であるとした。横野中郎将に任命され、銭千万を与えられた。
建安13年（208年）の烏林の戦い（赤壁の戦い）では、周瑜や程普とともに戦って、曹操を破る功績を挙げた。益州の襲粛という人物が兵士を連れて投降してきた。周瑜は上表して、襲粛の兵士を呂蒙の軍団に編入させようとしたが、呂蒙はこれを辞退して、襲粛を称賛した上で、遠くの国から投降してきた事を評価し、むしろ兵士を増やしてやるべきだと孫権に意見した。孫権はこの意見を受けて、襲粛に兵士を戻した。
南郡において曹仁を包囲したが、曹操は大軍（徐晃・李通・満寵ら）を派遣して曹仁に加勢させた。周瑜は甘寧に命令して別に夷陵を占拠させたが、曹仁が軍を割いて夷陵に攻撃を仕掛けてきた。甘寧は猛攻に何日も耐え、平然と談笑して屈しなかった。呂蒙は、周瑜と程普に対し凌統に留守を任せて、軍を夷陵の救援に向けるべきと進言し、さらに夷陵から逃走する敵から馬を奪うために、道に罠を仕掛けておく事を提案した。この進言を受け入れた周瑜は、呂蒙らとともに軍を率い夷陵に赴き、曹仁を見破り散々に打ち破ると、その日の戦闘で敵の半分を斬った。伏兵として3百用意したところ、逃走した曹仁は呂蒙の罠にかかり、呂蒙は馬300匹を得る事が出来た。こうして味方は勢い付き、曹仁を南郡から撤退させる事ができた。
呉が南郡を占拠して荊州を平定すると、偏将軍・尋陽県令に任命された。

### 呉下の阿蒙に非ず
呂蒙は黄祖討伐をはじめ、赤壁の戦い、その後の荊州を巡る一連の戦いでも常に大将を務め戦功を上げた。しかし、小さいころから字が読めなかったといわれるほどの無学であった。後に主君の孫権から教養の大切さを諭されたが、呂蒙は一度は忙しさを理由に反論したが、孫権から「主君である私でも忙しい中勉強できたのだ。絶対に出来る。私は少時より『詩』『書経』『礼記』『左伝』『国語』を歴読したが、ただ『易』だけは読んでいない。跡を継いで以来、三史（『史記』『漢書』『東観漢記』を指す』）や諸家の兵書を省み、自らに大いに益する所があった」と言われ「『孫子』『六韜』『左伝』『国語』および三史を読むのが良かろう。別に博士になれというのではない、ただ過去の事を多く知ってもらいたいだけだ」と諭され、渡された『魏武註孫子』で呂蒙は勉強を始めたが、結果として儒学者にも勝るほどの量の学問を身につけたという。
魯粛が周瑜の後任として陸口に赴く途中、呂蒙の軍営の前を通った。呂蒙に対し、魯粛があれこれ質問してみると、勉学に励んでいた呂蒙は何でもすらすらと答えてしまったという。魯粛は関羽対策について、逆に呂蒙から5つの策略を与えられる事になった。魯粛は感心し、呂蒙の母に目通りをして友達になることを約して別れた。魯粛は呂蒙を「呉下の阿蒙に非ず」（「阿」は日本語で言えば子供に呼びかける時の“〜ちゃん”といったニュアンスで、「呉にいた頃の蒙ちゃんではない」の意）と評し、それに対して呂蒙は「士別れて三日すれば、即ち更に刮目して相待すべし」（日々鍛錬している者は三日も会わなければ見違えるほど変わっているという事。転じて、いつまでも同じ先入観で物事を見ずに常に新しいものとして見よという意味）と答えた。
ただし、若いころに正式な学問を学ぶ機会を持てなかったため、重要な文書は口述で作成させたという。
孫権は成人してから学問に励んだ武将として、呂蒙と蔣欽を挙げている。またこの事から、進歩のない人間の事を「呉下の阿蒙（呉の呂蒙ちゃん）」と呼ぶようになった。

### 孫権軍の重鎮へ
建安16年（211年）、曹操は江北に兵を送り屯田を始めさせ、廬江の謝奇を蘄春の典農に命じて、皖において屯田させようとした。その屯田兵は孫権の領土でしばしば略奪を働いていたという。呂蒙は彼らに帰順を勧めたが、受け入れられなかったので、奇襲をかけたところ、魏の屯衛を撃破させた。謝奇はそれ以来侵攻をして来なくなり、その部下の孫子才や宋豪などは一党を引き連れて投降してきた。
建安17年（212年）、曹操が来侵しようとしていると聞き、孫権は塢を作ろうとしたが、部下が無意味だと挙って反対した。呂蒙は、上陸の欠点を指摘した上で、水陸の進退の便利を引きながら築塢の長所を重ねて、水口を挟んで巣湖水域に塢を築くことを進言した。孫権は呂蒙の意見を支持し、曹操への対策として濡須塢を築き、ここを守備した。
建安18年（213年）、曹操は40余万の軍勢で濡須を侵攻し、孫権は7万の軍勢で敵軍を迎え撃った。曹操と孫権が長江を挟んで戦いを始める（濡須口の戦い）。濡須塢は防備はきわめて厳重になり、優れた奇策を度々行い、曹操を退げた。呂蒙の献策であらかじめ築いていた濡須塢が功を奏し、功績を挙げた。
曹操が廬江太守として朱光を送り込み、皖を本営とし屯田を開始させ、さらに鄱陽の不服住民にも誘いをかけ内応させようとした。呂蒙は皖の土地が肥沃であり、数年もしたら軍勢も増強され、手が付けられなくなると心配し、今の内に滅ぼしておくよう上陳した。孫権はこれを受けて、建安19年（214年）5月に皖への攻撃に出陣した。孫権は諸将を集め計略を尋ねたところ、呂蒙は甘寧を升城督に推挙し、甘寧を先鋒とし、呂蒙は精鋭の指揮を執りそれに続いて攻撃するという作戦を立てた。この時、攻城のために土山を作り、道具を集めるべきだという慎重論が出たが、呂蒙は敵の準備が不足している内に攻めるべきとして、これを退けたという。呂蒙自ら太鼓を打ち鳴らし、兵卒を鼓舞するなど力戦し、兵士達は次々に城壁を乗り越えて行き、戦闘は朝の内に終了した。この時、曹操からの援軍として張遼が夾石まで来ていたが、皖落城の知らせを聞き退却した。これは建安19年（214年）の閏5月のことで、太守の朱光と参軍の董和を捕らえ、数万人の男女を捕虜とする戦果を挙げたという。この功績により廬江太守に任命され、鹵獲した人馬、それに尋陽の屯田民と官属が与えられた。
呂蒙は尋陽に戻ったが、1年後に廬陵で反乱が勃発した。部将達は誰も討伐できなかったが、孫権が呂蒙に討伐を命じると、呂蒙は反乱を忽ちの内に鎮圧した。首謀者のみを処刑し、それ以外の者は解放して一般民衆に戻してやった。
劉備が益州を手に入れた事で、孫権は荊州の諸郡（長沙・桂陽・零陵）を返すように催促したが、劉備は「涼州を手に入れたら荊州の諸郡を返します」と答えた。涼州は益州の遥か北であり、当時で益州と涼州の間であと漢中があると、劉備がこれを奪う事はその時点で不可能に近く、返すつもりが無いと言ったも同然であった。これに怒った孫権は呂蒙・魯粛らを派遣して、荊州を攻めた。
建安20年（215年）、魯粛は1万を率い益陽に進み、劉備軍の荊州の軍事総督の関羽を牽制した。その上で呂蒙は、呂岱・孫茂・鮮于丹・孫規らとともに長沙・桂陽を降伏させた。夜半に呂蒙に召集された諸将達は、呂蒙から計略を授けられて、明日の朝に城を攻める。また、南陽の鄧玄之という人物を使者として派遣して、唯一抵抗の姿勢を見せた零陵太守の郝普を騙して降伏させた。郝普と面談した呂蒙は手を叩いて喜び、あざ笑って郝普を辱めた。その後、呂蒙は三郡に孫河（孫皎か）を置き、関羽と魯粛が対峙する益陽に軍を進めた。単刀会談で魯粛は今回の一件について劉備陣営に信義がない事を叱責し、関羽を怒鳴りつける。曹操が張魯を倒して手にいれた漢中が劉備に攻められる事、劉備は益州を失う事を恐れて、孫権へ和解を申し入れてきた。孫権と劉備はかくて湘水を境界線として割き、江夏・長沙・桂陽は東側となり、南郡・武陵・零陵は西側となった。
同年、孫権は自ら軍を率いて合肥城を攻めたが、疫病にあって撤退した。その時に張遼の追撃を受けたが、寡兵で呂蒙・凌統らが殿となって死闘の末、孫権を守った（合肥の戦い）。
建安21-22年（216年-217年）、曹操は自ら26軍（10万以上の軍勢）を率いて再度濡須口を攻め、張遼・臧覇などを先鋒として孫権を攻撃し、孫権の工作隊が柵を築き終える前に、強攻を受けて後退した。孫権は呂蒙と蔣欽を全軍の諸軍指揮に任命し、呂蒙は濡須口で以前の濡須塢（水上要塞）の上に強力な弩1万を配備して、曹操の進撃を防がせた。曹操軍前鋒が屯陣を終えないうちに、呂蒙はこれを窺い知ると、隙に乗じて奇襲で曹操の大軍を撃ち破る。結局曹操は濡須塢で川を下る事ができず、勝利することはできなかったため、孫権軍に撃退され引き揚げた。曹操との濡須での戦いで功績を挙げて、呂蒙は虎威将軍・左護軍に昇進した。
魯粛が死去すると、当初後任の予定であった厳畯が辞退した事もあり、呂蒙は魯粛の後任としてその後を継いだ。引き続き陸口に駐屯し、魯粛の兵馬1万余は全て呂蒙の配下となった。漢昌太守となり、劉陽・漢昌・州陵の地を与えられた。

### 関羽征討戦
当時、孫権は揚州北部と徐州を巡り曹操と争っていたが、呂蒙は「関羽が驕慢でありながら兼併せんとの野心を持ち、加えて上流に国を構えている情勢からいって、両国の友好関係も長くは続くまいと思われた。孫皎に南郡を、潘璋に白帝を守らせ、蔣欽に遊撃部隊1万を率いさせ長江の上下を巡回させ曹操に対抗する。私は国家の御為に先駆けとして襄陽を占拠、関羽の力がなくても曹操に対抗できます。劉備、関羽の君臣は詐術と武力を矜持とし、所々で裏切るので腹心の待遇をすべきではありません。徐州を守る曹操の兵は少ないので、勝てるでしょう。しかし徐州は、平原との連動が容易になり、騎兵が使いやすい、徐州を攻めてもすぐに奪回されるから意味がない。徐州より、関羽所在地の南郡が先です。長江以南を占拠にして、この有利な形勢で外敵に征伐を行い領土を安全に拡張する」と進言した。孫権はこれを受け入れ、関羽を警戒する一方で友好的に付き合っていたという。
建安24年（219年）、劉備が益州・漢中・荊州半分を領有した後、再び使者として諸葛瑾がおもむき荊州返還を要求したが、返還が実現せずに失敗している。その後孫権から関羽の娘に、彼の息子との婚姻の申し入れがあったとき、関羽はこれを断り、孫権の使者を罵倒した。その後関羽は曹操領の荊州の拠点である樊城を攻撃した（樊城の戦い）。孫権は関羽に救援を申し出たが、関羽はその遅延に怒り「あの狢子めが！樊城を落とした後は、今度は孫権を滅ぼしてくれる！」罵って言った。呂蒙が言ったとおり、丁度関羽は曹仁が守る樊城攻めに掛かりきりであり、孫権に対する備えを怠りがちであった。また関羽は于禁軍を捕虜にした直後に、彼等を江陵送りにして拘禁すると、食料不足を口実に湘水の境界線に侵入して呉の境地から軍需物資を強奪した。呂蒙は病と偽り、孫権と共に関羽を油断させる計略を立てた。病と称して建業に還った時、その帰路の途中で陸遜は呂蒙と対談を申し入れ、関羽を打倒し荊州を手に入れる謀を練ることを勧めた。呂蒙はわざと弱音を吐き、陸遜に「関羽の荊州での統治ぶりは恩徳と威信がよく行き渡っていたため、なかなか機会を得ることができなかった」と言った。その後、呂蒙は建業で孫権と会ったとき、代理の武将について相談されたため、陸遜は才能が優れており、かつ関羽に名が知られていない事から、適任であると述べた。孫権はかくして陸遜を召し、呂蒙に代えた。同時に虞翻が医術も知っていたため、呂蒙は孫権に対して虞翻を自分に従わせる事を請い、合わせてこれを機に虞翻の罪が赦される事を欲した。全琮は関羽討伐の計略を上疏し、孫権が既に呂蒙と関羽攻略の計画を立てていたため、事が漏れるのを恐れて上表を無視した。
その後、慢心していた関羽は油断をしたのか呂蒙らの備えを怠るようになり、さらには岸に大量の見張り台を設けると留守役の軍の部分を樊城攻めに回すようになった。軍の全権を任された呂蒙は陸遜・虞翻・蔣欽とともに荊州を進軍し、孫皎を後詰めとした。夜半に川辺を守る敵に夜襲を仕掛け、呂蒙は軍を指揮して見張り台に潜入させ、すべての兵士を生け捕りにした。荊州まで来た時、関羽の設置した大量の見張りを警戒して、商人の振りをして守備軍を騙し討ちにしたため、関羽らは呂蒙の進軍に気付く事ができなかった。この場面は「白衣渡江（白い服は当時の商人の衣装だった）」と呼ばれる。虞翻の働きもあり関羽配下の士仁・糜芳は瞬く間に降伏、呂蒙は公安と南郡を占拠した。呂蒙は江陵で孫権の到着を待つまでの間、庶民に衣食や薬を与え、略奪を厳しく禁じ、笠を奪った兵士を斬って人心をまとめた。また関羽の宝物の入っていた蔵を封印している。
孫権は荊州諸郡を取り返して、樊城で徐晃に破られた関羽は当陽まで引き返したのち、孫権が江陵に自ら軍を率いて向かって来ている事を知り、それを恐れて西の麦城に籠らざるを得なかった。孫権から降伏を勧告する使者が派遣されてくると関羽は偽って降り、幡旗を立てて城上に人を象って遁走した。呂蒙は南郡に留まり、占領地において狼藉を働いた同郷の兵士を斬るなど軍律を徹底させ、関羽軍の兵士の家族を保護するなど善政を敷き、陸遜は関羽の益州への退路を断ち孤立させた。関羽は使者を何度も呂蒙の元に送り連絡をとろうとしたが、呂蒙はその度ごとに関羽や関羽の部下の家族たちを保護していることをわざと使者に知らせた。使者の口からこのことを知った関羽の部下たちは敵対心を失って、やがて関羽の軍は瓦解し、大半の将兵が孫権軍に降伏した。孫権は朱然と潘璋に追跡させた。冬12月に当陽県の臨沮において関羽は関平らと共に退路を断たれ捕らえられた。孫権は関羽を生かして劉・曹にぶつけたいと思ったが、左右の者たちの「狼の子を養う事はできませぬ。のちに必ず害をなすでしょう。曹操は即座に彼を排除しなかったために自ら大きな心配事を作り、都を遷そうと提議したのです。今、どうして生かしておけましょう！」という言葉で、やむなく関羽を斬首した。関羽の首級を曹操に送ると、孫権は諸侯の礼をもって関羽の死体を葬った。こうして呂蒙は関羽を討ち、荊州を奪還するという大功績を挙げた。呂蒙は南郡太守となり孱陵侯に封じられ、銭1億銭と黄金500斤を賜った。その他、呂蒙に対する厚遇は大きかったという。
しかし、まもなく呂蒙は病床につくようになり孫権は彼を内殿に迎え入れて看病させた。孫権は甚だ嘆き悲しみ、しばしばその顔色を窺おうとしたが、彼に心労を与えるのを恐れ、壁に穴を開けてはいつも監視し、またその容態を聞くたびに一喜一憂したという。孫権は賞金をかけてまで呂蒙を治療させたがその甲斐もなく、建安24年12月（220年年始）に死去した。享年42。孫権からの贈り物はすべて返還し、葬儀もまた簡素にするよう遺言したという。
呂蒙は病床にある時、江陵の鎮守として朱然を推していた。しかし荊州での戦いで活躍した陸遜がこの後、呉の軍政上の責任者となった。

## 子孫
子に呂琮・呂覇・呂睦がいる。呂蒙の死後は次男の呂覇が孱陵侯を継いだが、直系が続かず2人の兄弟が相次いで後継している。

## 人物
呂蒙は公私の区別がはっきりしていて、至孝を重視し、君主と同僚との関係を善処することができた。私怨を抱かない、かつて部曲の事で江夏太守の蔡遺に告発されたが、呂蒙は恨みを言わなかった。孫権は呂蒙を身内のように待遇し、大事を預けていた。
魯粛・甘寧とそれぞれ堂に昇って母に拝礼し（この儀式は同じ家族になるに相当する）、厚い友情を結んだ。甘寧は粗暴で殺人を好み、呂蒙の意に反し、時には命令にも違反した。孫権が怒ると呂蒙はその都度許しを述べたため孫権は甘寧を許し、甘寧は礼物を持って呂蒙の母に礼接した。

## 評価

### 陳寿の評
『三国志』の著者である陳寿は評の中で「呂蒙は勇敢にして策謀と決断力を併せ持っており、軍略の何たるかをよく理解していた。郝普を欺いて関羽を捕らえた事は、彼の巧妙さの最たるものである。若い頃は軽率で果敢な性質であり、妄りに人を殺してしまう事もあった。だが、後には自らの行いを律し、 国士（一国を背負って立つ人物）としての器量を備えるまでに至った。これがどうしてただの武将といえようか！」と述べ、呂蒙を称えている。

### 後世の評価
- 唐代においては、史館が選出した中国史上64人の名将の一人に数えられている（武廟六十四将）。他に三国で選ばれているのは魏の鄧艾・張遼、蜀の関羽・張飛、呉の周瑜・陸遜・陸抗の7名のみである。
- 北宋時代においては、正史十七史の中から百人の名将を顕彰した『十七史百将伝（中国語版）』にも選出されている。
- 南宋の陳元靚は著書である『事林広記』において「烈烈子明、乗時奮武。志在取鱗、心期探虎。智屈曹人、力擒関羽。遂使孫呉、鼎分中土（烈烈たる子明（呂蒙）は、時に乗じてその武を奮った。果敢でありながら慎重さを併せ持ち、その智で曹操の勢力を挫き、その力で関羽を捕らえた。そして遂には孫呉を中華の一方に鼎立させたのだ）」という頌を作り、呂蒙を絶賛している。
- 毛沢東もまた呂蒙に感銘を受けた人物の一人であり、部下への訓告に際しては度々呂蒙の生きざまを引き合いに出している。彼自身、幾度も『呂蒙伝』を読み込んでおり、特に孫権が呂蒙の事を論じた『学門開益、籌略奇至（学問に懸命に取り組み、ずば抜けた策略を得るに至った）』という言葉を大いに気に入っていた。また、陳寿が評した『呂蒙勇而有謀』の六字を部屋中にびっしりと書き加えていたという逸話もある。1958年に安徽省へ視察へ出向いた際には、同行していた羅瑞卿や張治中へ「呂蒙は一兵卒として従軍し、驍勇にして胆略を有していたが、教養を持っていなかった。将軍となってからもそれは変わらず、軍事上の報告をする際には口述して書き写させていた。甚だ不便といえる。孫権が彼に書を読むよう勧めると、彼は軍務が多忙で時間が無いと言ったが、孫権は自らを引き合いに出し、ただやると決心する事が重要であり、時間など大した問題ではないと説いた。呂蒙は孫権の忠告を聞き入れ、刻苦しながらも自ら勉学に励み、数年の後には別人のようになった。そして後に東呉の将帥となり、数多の戦を勝利に導き、関羽を麦城へ敗走させたのだ。我が軍の高級官僚も十中八九が行伍（一兵卒）の出身であり、今になって教養を学んでいる。彼らは『呂蒙伝』を読まないわけにはいかぬ」と語った。また、その後もある時には「呂蒙は用兵を巧みにしてよく敵の心を攻めたが、もし節を曲げて書を読む事が無ければ、どうして東呉の将帥足りたただろうか。我ら解放軍には行伍が多い。『呂蒙伝』を読まねばならない」とも周囲に語っていたという。1972年には『呂蒙伝』の注釈書の作成を監修し、幾度も自ら指摘を行って修正させている。そしてこの際にも、呂蒙が出世してから本を読むようになった事を引き合いに出し、高級官僚に対して学問を学ぶ事の重要性を説いている[28]。

### 孫権の評価
孫権は陸遜との会話の中で「子明（呂蒙）が若い頃、私は彼の事を苦難を厭わぬ、果敢で胆の据わった人物であるが、それ以上では無いと思っていた。だが、成長するに及んで学問を身に付け、その計略は奇抜となるに至った。言論の渙発さでは公瑾（周瑜）に及ばずとも、これに次ぐ者といえよう。関羽を捕らえた事においては子敬（魯粛）に勝る」と評している。
また、孫権は呂蒙と蔣欽が勉学に励んで成長を遂げた事を称えて「人が長じて益々進取するのは、呂蒙・蔣欽のごときに及ぶ者はあるまい。富貴栄顕して更めて節を折って学問を好み、書伝を耽悦し、財を軽んじて義を貴び、行いは規範となり、揃って国士となった。なんと素晴らしいではないか」と評している。

## 逸話
- 呂蒙は成当・宋定・徐顧といった者達と駐屯地が近かった。この3人が亡くなると、子弟が幼かったため、孫権はその兵士を呂蒙の軍団に編入させようとした。呂蒙は孫権に三度も手紙を送りこれを諌めたため、孫権は軍団の統合を取りやめ、3人の子弟に教育係を付けてやった。

- 呂蒙は同僚の甘寧や凌統と交際し、彼らの不仲を仲裁したり、横暴な甘寧の行動を掣肘したこともあったという[29]。また、虞翻が孫権と対立し丹陽に追放となっていたのを保護し、虞翻が功績を立て帰参できるよう取り計らってやった[30]。

- 部曲について江夏太守の蔡遺から、孫権に不利な報告がなされたが、呂蒙はそのことを気に留めず、豫章太守の顧邵が死去すると、後任として職務熱心さを理由に蔡遺を推し、孫権に感心されたという。

- 呂蒙は孫権に学問をするよう勧められて易経（周易）を中心に学んだ。そんなある日、孫策の宴席で酔って沈没した呂蒙は、うわごとで易経の一部分を暗唱し、それから急に目を覚ました。周囲の者が何があったのかを聞くと、呂蒙は「夢で易経を作った聖人たちである伏羲・周公旦・周文王と世の天命の移り変わりや興亡、正しく明らかである太陽や月の運行などについて論じていたのですが、彼らは精妙で奥深い議論で、私はその深い理解に及ばなかったため、易経の文を暗唱することしかできなかったのです」と答えた。周囲の人たちは驚いて「呂蒙は寝言でさえ易経に通じている」と言ったという[31]。

- 魯粛は当初軍人として知られていた呂蒙を軽んじていたが、孫権に諭され勉学に励んだ呂蒙はしばらく会わない間に文武両道の智将として頭角を現すまでになっていた。独学した呂蒙を見た魯粛は態度を改め、以後呂蒙とは家族も同然の親しい付き合いをするようになったという[32]。

## 故事成語
- 呉下の阿蒙
- 士別れて三日なれば、即ち更に刮目（かつもく）して相待す（あいたい・す）べし - 日本では「男子三日会わざれば刮目して見よ」という形に変化している。
- 虎穴に入らずんば虎子を得ず（不入虎穴焉得虎子）

## 創作における呂蒙

### 三国志平話
『三国志平話』において呂蒙の登場は多くないが、荊州四郡の奪還をめぐって2回劉備側に敗れている。また荊州平定戦の後も生存しており、関羽の仇討ちのために侵攻してきた劉備に挑戦状を送り、負けたふりをして大いに破り、白帝城に追い込むことに成功する。これは正史における陸遜の役どころである（夷陵の戦い）。

### 三国志演義
『三国志演義』において呂蒙が初めて登場するのは第38回であり、孫権の時代に仕官したことになっている。このため「呉下の阿蒙」のエピソードは描かれていない。演義においても、赤壁・烏林・南郡・荊州平定の戦いでは、周瑜の左腕としても重要な役割を果たした。
荊州攻略戦においては関羽の留守家族などを保護しているが、これは関羽に「奸賊の策」であると評されている。10月14日に関羽を討ち取り、12月17日にその宴で関羽の亡霊に取り憑かれ、孫権に掴みかかって「碧い眼の小童！紫のひげのねずみめ！儂が誰か解るか」と言い放つや、「黄巾賊を破って以来天下を縦横し三十余年、今おぬしの奸計にかかったがために、儂はもはや生きておぬしの肉を食らう事はかなわぬが、死してこの呂蒙の魂を道連れにしてくれようぞ！我こそは漢の寿亭侯、関雲長なり！」と絶叫し、体中の穴という穴から血を吹いて死んだという描写になっている。この描写については、『三国志演義』の成立時点で関羽はすでに神格化されており、それを討った呂蒙は極悪人とされていたためであると見られている。また毛宗崗は「毛宗崗本」の評において、呂蒙の「不義」「奸」をしばしば指摘しているが、知略に長けた周瑜と並ぶ大将であるとしている。また後の五丈原の戦いにおいて、司馬懿が司馬師に「蜀軍を降伏させたことは、呂蒙の心理謀略に倣うた」と述べた描写がある。全般的に呂蒙の智謀が描かれている部分は三国志演義の成立過程においても後に追加された部分が多く、当初の演義においては呂蒙は徹底した敵役として描かれていた。
趙永源は「説呂蒙」の中で、作中の呂蒙の描写に対しては作者による感情が影響しているとした。また最も普及した「毛宗崗本」では以前の「嘉靖壬午本」にあった呂蒙を称える詩が削除されており、呂蒙を貶める傾向が強くなったとしている。一方で呂蒙が甘寧を推挙するシーンと、甘寧の救助を求めるシーンが対比的に描かれるなど筆致は精緻であり、全体として同書の呂蒙像は成功しているとした。
白盾は「一時多少豪傑!―評『三国演義』東呉人物的描写」の中で、演義には「呉下の阿蒙」のような成長エピソードが描かれておらず、荊州攻略戦における呂蒙の策はすべて詐術として描かれているとした。これは呉の人物は蜀の人物との関係では貶められる傾向にあるためであるが、周瑜や魯粛に比べると本来の英雄的性格が描かれているとしている。

### 人形劇三国志
NHKの『人形劇 三国志』では、荊州の領民を見せしめに惨殺し、それを止めさせるために投降した関羽を騙し討ちにかけて哄笑しながら嬲り殺すなど、狡猾かつ非情な将軍として描かれた。最後は赤兎馬を自分のものにしようと欲得丸出しの行動を取り、赤兎馬に道連れにされるがごとく谷底に落下して死ぬという、自業自得の末路を辿っている。勧善懲悪を強調するための改変で、その扱いは批判の対象ともなった。